# Dlisen Kulon
Dlisen Kulon is een bestuurslaag in het regentschap Purworejo van de provincie Midden-Java, Indonesië. Dlisen Kulon telt 297 inwoners (volkstelling 2010).